# Werner Mitzscherling
Werner Mitzscherling (* 14. Mai 1930) ist ein ehemaliger deutscher Funktionär der DDR-Blockpartei DBD. Er war Vorsitzender des Bezirksvorstandes Dresden der DBD.

## Leben
Mitzscherling war als Landwirtschaftsgehilfe tätig, qualifizierte sich zum Staatlich geprüften Landwirt sowie zum Diplomlandwirt. 1949 wurde er Mitglied der Demokratischen Bauernpartei Deutschlands (DBD). Ab 1954 war er Abteilungsleiter im DBD Bezirksvorstand Dresden, von 1958 bis 1963 sowie von 1971 bis 1989 Abgeordneter des Bezirkstages. Von 1960 bis 1963 wirkte er als stellvertretender Vorsitzender des Rates des Bezirkes Dresden für Land- und Forstwirtschaft und dann als Mitarbeiter im DBD-Parteivorstand. 
Nach dem Tode von Wilhelm Schröder war er 1968/1969 amtierender Vorsitzender und dann von 1969 bis 1989 Vorsitzender des Bezirksvorstandes Dresden der DBD. Er war Mitglied des Bezirksausschusses der Nationalen Front der DDR.
Von 1972 bis 1989 war Mitzscherling zudem Mitglied des Parteivorstandes der DBD und von 1987 bis 1989 auch des Präsidiums des Parteivorstandes der DBD.

## Auszeichnungen
- Vaterländischer Verdienstorden in Bronze (1969) und in Silber (1976)